# Tomatina

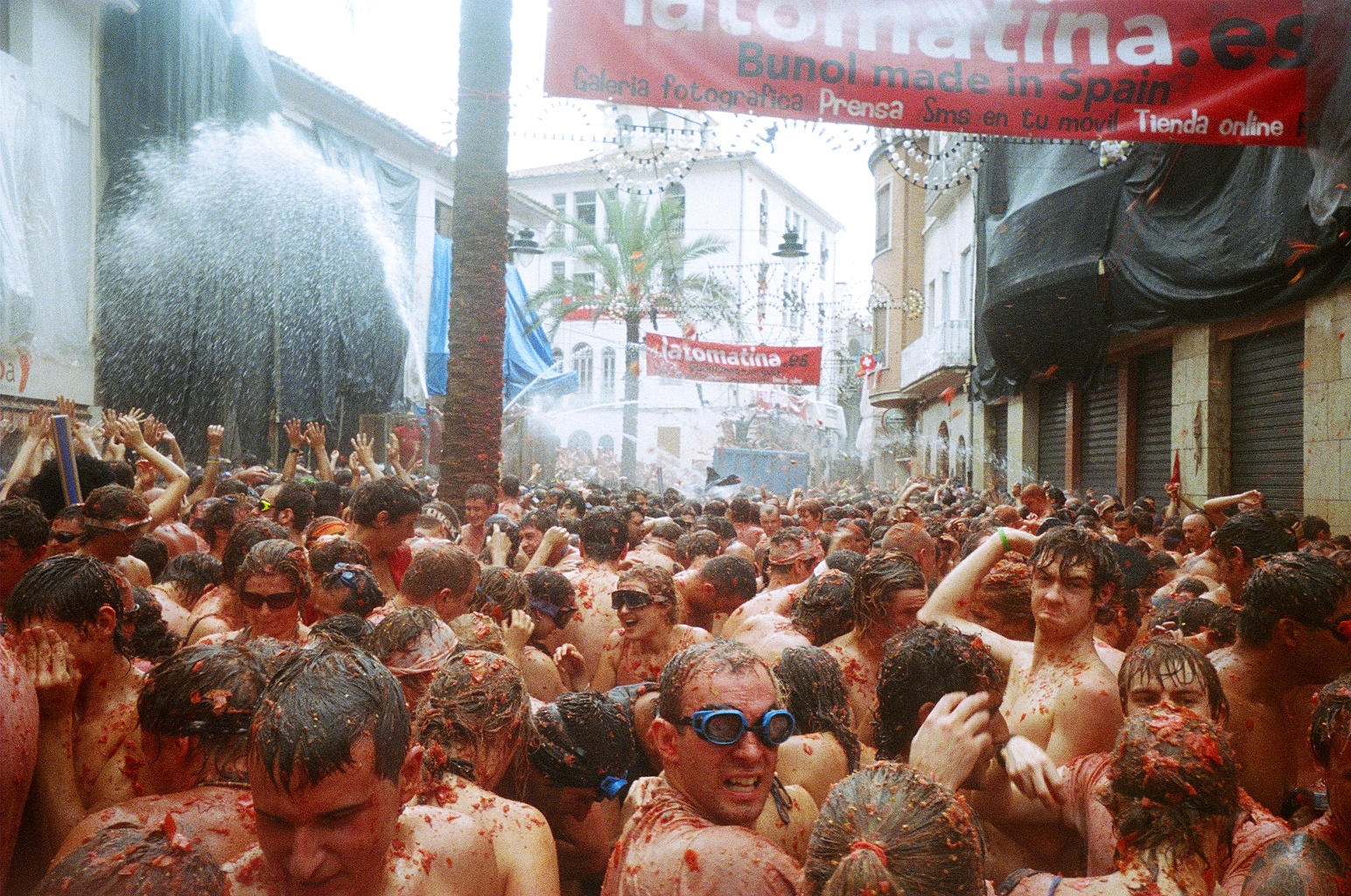
Tomatina 2006.

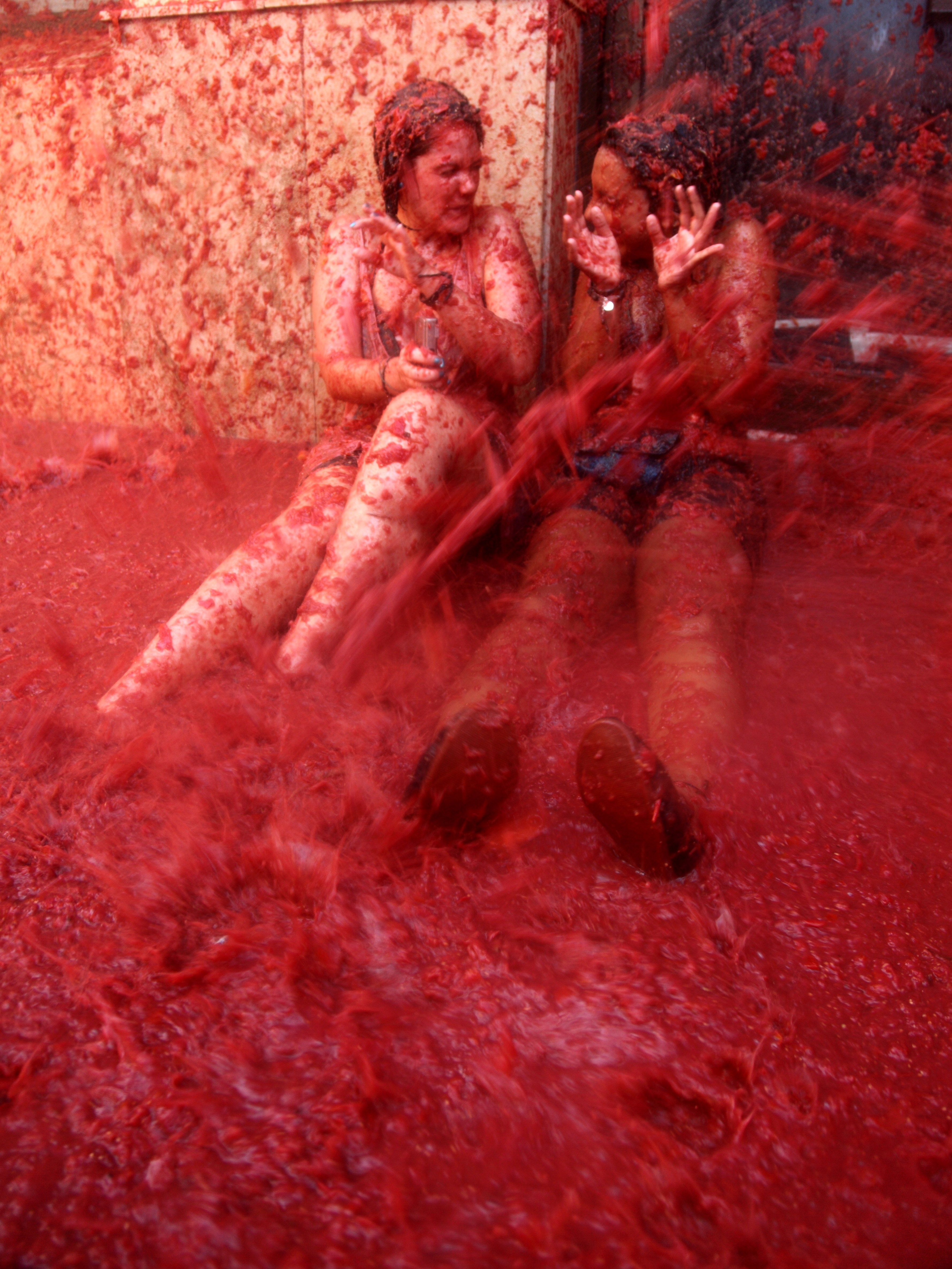
Tomatina 2010.

Tomatina är en årlig festival som hålls i Buñol i den spanska Valencia-regionen, där deltagarna kastar tomater på varandra. Festivalen hålls varje år den sista onsdagen i augusti och lockar runt 30-40 000 besökare. Under Tomatina används runt 120 ton tomater som sedan blir till mos. Tomatkriget pågår under 1-2 timmar.  För besökarna finns det vissa regler att rätta sig efter, bland annat ska man mosa tomaterna innan de kastas och man bör bära simglasögon och oömma kläder.
Tomatina tros härstamma från 1940-talet då unga män ställde till med bråk på stadens gator genom att kasta tomater. Festivalen förbjöds under Francos styre eftersom den inte hade någon religiös betydelse, men återupptogs efter hans död på 1970-talet.